# Pinalia yunnanensis
Pinalia yunnanensis är en orkidéart som först beskrevs av Sing Chi Chen och Zhan Huo Tsi, och fick sitt nu gällande namn av Sing Chi Chen och Jeffrey James Wood. Pinalia yunnanensis ingår i släktet Pinalia och familjen orkidéer. Inga underarter finns listade i Catalogue of Life.